# Abarjes
Abarjes (persiska: ابرجس, اَبَرجَس, اَبَرجيس) är en ort i Iran.   Den ligger i provinsen Qom, i den centrala delen av landet, 160 km söder om huvudstaden Teheran. Abarjes ligger 1 804 meter över havet och antalet invånare är 142.
Terrängen runt Abarjes är lite bergig, och sluttar norrut.Runt Abarjes är det ganska tätbefolkat, med 100 invånare per kvadratkilometer. Närmaste större samhälle är Kahak, 7,7 km nordost om Abarjes. Trakten runt Abarjes består i huvudsak av gräsmarker.